# Haruto Shirai
Haruto Shirai (jap. 白井 陽斗, Shirai Haruto; * 23. Oktober 1999 in Hirakata, Präfektur Osaka) ist ein japanischer Fußballspieler.

## Karriere
Haruto Shirai erlernte das Fußballspielen in der Jugendmannschaft von Gamba Osaka. Hier unterschrieb er 2018 auch seinen ersten Vertrag. Der Verein aus Suita, einer Stadt in der nördlichen Präfektur Osaka, spielte in der höchsten Liga des Landes, der J1 League. Die U23-Mannschaft von Osaka spielte in der dritten Liga, der J3 League. Bisher kam er nur in der U23-Mannschaft zum Einsatz. Einmal kam er in der ersten Mannschaft, und 69-Mal in der U23 zum Einsatz. Im Januar 2022 wechselte er zum Zweitligisten Fagiano Okayama nach Okayama. Nach 22 Ligaspielen wechselte er zu Beginn der Saison 2023 zum Drittligisten FC Ryūkyū. Nach 46 Ligaspielen, in denen er 13 Treffer erzielte, wechselte er im Juli 2024 zum Erstligisten Hokkaido Consadole Sapporo. Am Ende der Saison 2024 belegte er mit Hokkaido den 19. Tabellenplatz und musste somit in die zweite Liga absteigen.